# 藤原盛子 (藤原経邦女)
藤原 盛子（ふじわら の せいし、生年不詳 - 天慶6年9月12日（943年10月13日））は、武蔵守藤原経邦（藤原南家）の娘。藤原師輔の妻。
師輔が延長元年（923年）に16歳で初めて叙任を受け、翌年に早くも盛子が嫡男藤原伊尹を生んでいる事から、この頃には既に結婚していたと考えられる。後に兼通・兼家・忠君・安子（村上天皇皇后、冷泉・円融両天皇の母）・登子（村上天皇後宮、のち尚侍）・怤子（冷泉天皇女御）を産むが、師輔が大納言の時に逝去した。
孫にあたる冷泉天皇即位の時に正一位が贈位された。